# Igreja Nossa Senhora do Rosário (Uberlândia)

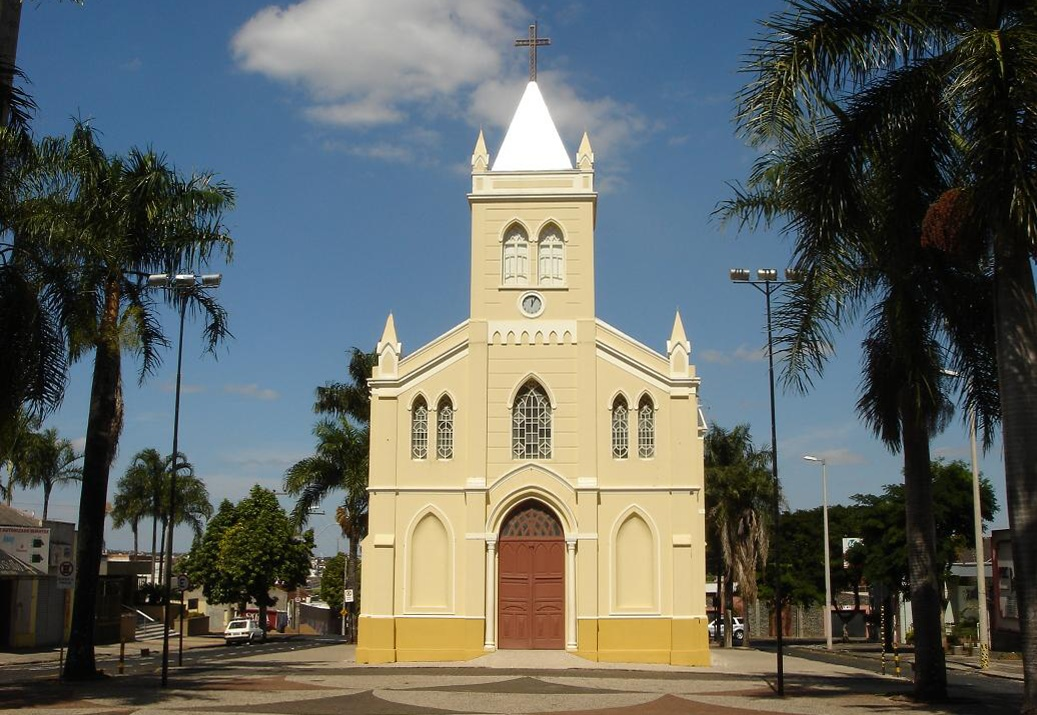
Vista da Igreja de Nossa Senhora do Rosário, na Praça Rui Barbosa, ou Praça do Rosário.

A Igreja Nossa Senhora do Rosário localiza-se na cidade brasileira de Uberlândia, no bairro Fundinho, Região Central.

## História
A construção de uma capela deu origem à atual igreja, tendo sido finalizada em 1883, empregando a estrutura autônoma de madeira e fechamento de tijolos de adobe. Entre os anos de 1928 e 1931, a capela foi demolida e deu lugar à construção da igreja. Foi tombada como Patrimônio Histórico Municipal pela Lei nº 4.263 de 9 de dezembro de 1985.

## Praça do Rosário
A Igreja localiza-se na Praça Rui Barbosa, porém, popularmente, as pessoas denominam tal local, como Praça do Rosário, exatamente para se referir à igreja.